# Evidence skutečných majitelů
Evidence skutečných majitelů 
je informační systém veřejné správy, který je veden rejstříkovými soudy v elektronické podobě, IS je centrálně spravován Ministerstvem spravedlnosti. Evidováni jsou skuteční majitelé právnických osob zapsaných do veřejného rejstříku podle rejstříkového zákona a skuteční majitelé svěřenských fondů. Zápisy do evidence provádí buď příslušný rejstříkový soud anebo notář.

## Legislativa
Evidenci vymezuje zákon č. 37/2021 Sb.
a jeho prováděcí vyhláška č. 180/2021 Sb.
Zákon transponuje do českého právního řádu směrnici EU 2015/849
o předcházení využívání finančního systému k praní špinavých peněz nebo financování terorismu (AML) a obdobnou směrnici EU 2018/843. 
Uvedené dvě evropské směrnice přitom změnily stále platné nařízení EU č. 648/2012 o OTC derivátech, ústředních protistranách a registrech obchodních údajů 
a zrušily některé starší evropské směrnice.

## Skutečný majitel
Právnické osoby musejí evidovat aktuální údaje o svém skutečném majiteli, a to
- údaje ke zjištění a ověření jeho totožnosti
- údaje o skutečnostech, které toto postavení zakládají (viz dále).[7]

Skutečným majitelem se rozumí fyzická osoba, která v konečném důsledku vlastní nebo kontroluje právnickou osobu nebo právní uspořádání (především svěřenský fond).
Osoba s koncovým vlivemosoba, která může bez pokynů jiného přímo nebo nepřímo uplatňovat rozhodující vliv v právnické osobě nebo na správu právního uspořádání.
Oba uvedené pojmy představují dvě možné charakteristiky skutečného majitele. Tato kritéria se při určování skutečného majitele uplatňují současně, nezávisle na sobě, přičemž žádné nemá přednost. Databáze skutečných majitelů definuje a eviduje i pojem "nepřímý skutečný majitel", který však v zákoně není explicitně uveden.
Rozhodující vlivU obchodních korporací je touto hranicí 25 % hlasovacích práv, kapitálu nebo zisku. Pokud takto nelze skutečné majitele určit, jsou uvedeni členové statutárního orgánu. Obdobně se postupuje u spolku, obecně prospěšné společnosti, společenství vlastníků jednotek, církve, náboženské společnosti. U nadace, ústavu, nadačního fondu, svěřenského fondu je to zakladatel, svěřenecký správce, obmyšlený, anebo opět člen statutárního orgánu, zástupce právnické osoby v tomto orgánu nebo osoba v podobném postavení. Přesnou definici nalezneme v ustanovení § 4 zákona č. 253/2008 Sb.
Skutečného majitele nemají státní organizace a organizace samospráv, školy, církve, odbory, SVJ a z nich odvozené právnické osoby.
O skutečném majiteli se zapisují údaje uvedené v § 13 odst. a) až l) zákona. (Ze zákona byl odstraněn pojem koncový příjemce – kromě přechodných ustanovení.)

## Vkládání dat
Povinné právnické osoby
- mají povinnost podat návrh na zápis údajů o skutečném majiteli do rejstříku,
- dokládají listiny o skutečnostech, které mají být zapsány.

Zápis skutečného majitele provádí příslušný rejstříkový soud nebo notář. Není-li žádost podána prostřednictvím notáře, podává se na formuláři, který lze vyplnit elektronicky na stránkách Ministerstva spravedlnosti. Návrh v elektronické podobě musí být podepsán uznávaným elektronickým podpisem nebo zaslán prostřednictvím datové schránky osoby, která návrh na zápis podává.
Soud údaje zapíše do evidence, aniž by o tom vydával rozhodnutí. Skutečný majitel o zápisu své osoby do evidence není nijak vyrozuměn.
Některé údaje jsou do Evidence skutečných majitelů vloženy přepisem z veřejných rejstříků, evidence svěřenských fondů a registru osob (takzvaný automatický průpis del § 37 a 38).

## Výpis dat
Veřejná evidence údajů o skutečných majitelích v ČR nebyla do června 2021 volně veřejně přístupná. Po novele zákona je část údajů komukoli přístupná zdarma na internetu (esm.justice.cz), bez požadavku registrace. Veřejnosti je umožněn přístup k údajům o jménu, státu bydliště, roce a měsíci narození a státním občanství skutečného majitele právnické osoby, o postavení skutečného majitele a velikosti jeho podílu. V případě skutečných majitelů právních uspořádání je evidence obecně neveřejná.
Přístup ke všem, i historickým, údajům je zajištěn pro evidující osobu i skutečného majitele. Zaměstnanci orgánů veřejné moci mohou do evidence skutečných majitelů přistupovat po přihlášení do jednotného identitního prostoru (JIP), který je součástí systému Czech POINT.

## Význam ESM a možné důsledky
Evidence skutečných majitelů do českého právního řádu implementuje čtvrtou směrnici AML (Anti Money Laundering) Evropského parlamentu a Rady 2015/849.
- Za porušení evidenční povinnosti evidující osoby podle § 9 ZESM lze udělit pokutu až do výše 500 000,- Kč. Stejná sankce hrozí osobě, která porušila povinnost poskytnutí potřebné součinnosti.

- Právní úprava stanoví nevymahatelnost tzv. zastírajících smluv (§ 52 ZESM), nemožnost výplaty zisku (§ 53 ZESM) a zákaz hlasování (§ 54 ZESM) v nejvyšším orgánu (valné hromadě, členské schůzi) obchodní korporace skutečnému majiteli, který není zapsán v evidenci skutečných majitelů. Tyto následky mají zásadní vliv na smluvní vztahy mezi obchodními korporacemi a jejich společníky.

- S nesplněním evidenční povinnosti vůči evidenci skutečných majitelů spojuje zákon č. 134/2016 Sb. vyloučení vybraného dodavatele z veřejné zakázky. Zadavatel zakázky musí u vybraného dodavatele zjistit údaje o jeho skutečném majiteli a uvést je v dokumentaci o zadávacím řízení.[16] S doložením skutečného majitele také počítá § 14 zákona 218/2000 Sb. a § 10a zákona č. 250/2000 Sb. při udílení dotací.

- Identifikace skutečných majitelů se řeší v posledních měsících také v souvislosti s protiruskými sankcemi.

## Historie ESM
Evidence skutečných majitelů byla v ČR původně definována zákonem 304/2013 Sb. o veřejných rejstřících, přestože sama nebyla veřejným rejstříkem. Novela tento zákon znepřehlednila a rozdělila ho na dvě protichůdné části. Kritizována byla zbytečná byrokracie, která zvyšovala náklady státu, a také úřední šikana subjektů, které s AML nemají nic společného. "Slovensko a Německo si s transparentností a veřejnou kontrolou dat poradilo mnohem lépe", sdělil Arthur Braun, partner kanceláře bpv Braun Partners.
leden 2018účinnosti nabyl zákon 368/2016 Sb. Tento zákon novelizoval zákon 253/2008 Sb. (AML zákon) a zákon č. 304/2013 Sb. o veřejných rejstřících. Účinnosti též nabyla novela zákona 134/2016 Sb., o zadávání veřejných zakázek. Zadavatelé veřejných zakázek nově musí zkoumat skutečného majitele právnické osoby u dodavatele – a to ještě před uzavřením smlouvy na veřejnou zakázku.
leden 2019povinnost pro právnické osoby zapsané do obchodního rejstříku zapsat svého skutečného majitele. Nesplnění povinnosti nepodléhá žádné přímé sankci.
červen 2019Brusel posílá do Prahy předběžnou auditní zprávu, kde konstatoval střet zájmů českého premiéra.
březen 2020chystaná novela zákona byla v atmosféře rostoucí nákazy covid-19 na poslední chvíli rozšířena o ustanovení, které by zavedlo mírnější režim pro svěřenské fondy. Po kritice TI, sdružení Milion chvilek a dalších vláda kontroverzní návrh zákona z jednání stáhla.
červen 2020Evropský parlament zdůraznil v přijaté rezoluci, že "rejstřík skutečných majitelů musí obsahovat pouze plně ověřené údaje o ovládající osobě či osobách a musí být v plném rozsahu zpřístupněn veřejnosti".
říjen 2020Brusel dopisem Ministerstvu zahraničí kritizuje, že Česko Babišův střet zájmů dostatečně neřeší
leden 2021povinnost pro ostatní právnické osoby zapsané do dalších veřejných rejstříků zapsat svého skutečného majitele (včetně svěřenských fondů zapsaných do evidence svěřenských fondů).
červen 2021Druhý tzv. follow-up dopis EK kritizuje především kontrolu střetu zájmů na Ministerstvu průmyslu a obchodu.
srpen 2021Evropská komise varuje Česko před možným přerušením plateb, pokud Česko nezačne kontrolovat střet zájmů
listopad 2021Evropská komise zaslala Česku třetí vytýkací dopis ke střetu zájmů koncernu Agrofert, operačního programu Podnikání a inovace pro konkurenceschopnost, hloubkové prověrky na MPO (Penam, Lovochemie), nedodaných seznamů veřejných funkcionářů a jejich firem i zákona o evidenci skutečných majitelů. „Vnitrostátní opatření se jeví jako nesprávné,“ sdělila Komise k českému zákonu.
březen 2022Česko oznámilo, že předělává rejstřík skutečných majitelů. Přistoupilo tak na výtky Evropské komise.
červen 2022Vláda projednala spěšnou novelu zákona č. 37/2021 Sb., o evidenci skutečných majitelů.
červenec 2022Poslední dopis EK: „Vzhledem k tomu, že všechna doporučení k auditu byla plně a náležitě provedena, považuje komise tento audit za uzavřený“. Část auditu, která se zabývala zemědělskými dotacemi, Brusel uzavřel vystavením pokuty.
říjen 2022začíná platit novela zákona č. 37/2021 Sb. Cíle novely spočívají v (1) novém vymezení skutečného majitele podle vzoru AML směrnice a (2) omezení výjimek pouze na veřejnoprávní právnické osoby. Nově mají evidenční povinnost okresní komory, politické strany, církve, odborové organizace a organizace zaměstnavatelů, honební společenstva a společenství vlastníků jednotek.
leden 2023Evropská komise ukončila řízení, které s Českem vedla kvůli špatné evidenci skutečných majitelů.

## Slovenská republika
Na Slovensku není aktuálně (rok 2018) vedena evidence skutečných majitelů, která existuje v České republice. Existuje tu však Registr partnerů veřejného sektoru (dále RPVS). Tento registr nahradil Register konečných užívateľov výhod (Register KÚV) vedený Úradom pre verejné obstarávanie (ÚVO). Právní úprava RPVS je zakotvena v zákoně 315/2016 Z. z. o registri partnerov verejného sektora a ve vyhlášce 328/2016 Z. z. obsahující vzory podání.
Povinnost zápisu do Registru partnerů veřejného sektoru vzniká (zjednodušeně řečeno) před přijetím finančních prostředků od veřejného sektoru ve výši 100 tisíc euro v jednotlivém případě nebo 250 tisíc euro ročně. Registr je veřejně přístupný. Údaje zveřejněné v RPVS jsou právě závazné, účinné vůči všem. To znamená, že takto zveřejněné údaje se už nemusí orgánům veřejné moci znovu prokazovat, musí se však každoročně obnovovat. Lhůta uplynula k 31. červenci 2017 a údajně již byly medializovány první případy, kdy byly kvůli neregistrování zrušeny podstatné smlouvy.